# Isabella, Prințesă de Asturia (1470–1498)
Isabella, Prințesă de Asturia (n. 2 octombrie 1470, Dueñas⁠(d), Castilia și León, Spania – d. 23 august 1498, Zaragoza, Aragon, Spania) a fost regină consort a Portugaliei și moștenitoare prezumptivă a regelui Ferdinand al II-lea de Aragon și a reginei Isabella I a Castiliei ca fiică a lor cea mare. Surorile ei mai mici au fost: Caterina, regină a Angliei, regina Ioana I a Castiliei și Maria, regină a Portugaliei.

## Primii ani
Isabella a fost primul copil al regelui Ferdinand al II-lea de Aragon și a reginei Isabella I a Castiliei. S-a născut în timpul domniei unchiului ei, regele Henric al IV-lea al Castiliei, care n-o va ierta pe mama ei pentru căsătoria cu Ferdinand fără permisiunea lui.
Ca urmare a ascensiunii mamei ei la tronul Castiliei, tânăra Isabella a fost investită ca moștenitoare a tronului până la nașterea fratelui ei mai mic Juan, Prinț de Asturia, în iunie 1478, înainte ca Isabella să împlinească opt ani. Părinții ei s-au implicat într-un război de succesiune deoarece fratele vitreg mai mare al Isabella, regele Henric, nu a numit un succesor. A urmat o luptă între Isabella de Castilia și nepoata ei Ioana de Castilia cunoscută sub numele de "la Beltraneja", despre care existau zvonuri că ar fi fi fost un copil nelegitim conceput de regina lui Henric, Ioana a Portugaliei și favoritul soțului ei, Beltrán de La Cueva. Regele Afonso al V-lea al Portugaliei a intervenit de partea Ioanei iar Ferdinand și Isabella au fost obligați să lupte în război cu el. 
Tânăra Isabella a fost o parte din negocierile lor pentru pace atunci când, în cele din urmă, Afonso și-a retras forțele din Castilia. În conformitate cu termenii Tratatului de la Alcáçovas, s-a convenit ca Prințesa Isabella să se căsătorească cu nepotul lui Afonso al V-lea, Dom Afonso, Prinț al Portugaliei, care era cu cinci ani mai mic decât Isabella. Tratatul prevedea, de asemenea, ca Ferdinand și Isabella să plătească o zestre mare pentru fiica lor.

## Căsătorii

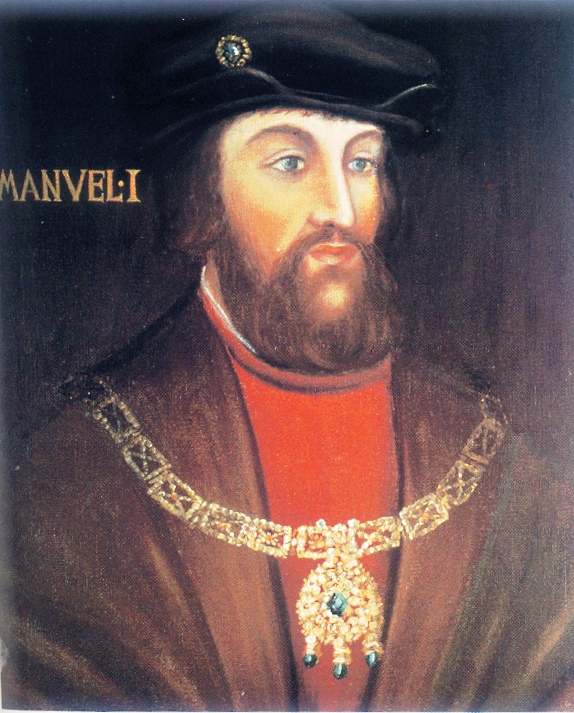
Cel de-al doilea soț al Isabellei, Manuel I.

În 1490 Isabella s-a căsătorit cu Afonso, Prinț al Portugaliei, moștenitorul lui Ioan al II-lea al Portugaliei. Deși a fost o căsătorie aranjată, Isabella și Afonso s-au îndrăgostit repede, și Isabella a fost copleșită de durere atunci când soțul ei a murit în 1491: trimisă acasă la părinții ei de Ioan al II-lea, ea a declarat că nu se va recăsători niciodată și că se va călugări.
Părinții ei i-au ignorat vorbele și, în 1497, ea a fost convinsă să se căsătorească cu Manuel I al Portugaliei, unchiul lui Afonso, vărul și succesorul lui Ioan al II-lea. Ea a făcut acest lucru cu condiția ca Manuel să urmeze politica religioasă a părinților ei și să-i elimine din regat pe evreii care nu se convertesc la creștinism. În același an, Isabella a devenit Prințesă de Asturia și moștenitoarea a Castiliei după moartea singurului ei frate Juan.

## Deces
În 1498, la vârsta de 27 de ani, Isabella a murit dând naștere unui băiat, Miguel da Paz, care a fost moștenitorul tronurilor Castiliei și Portugaliei până la decesul lui în  1500. Șansa lui Manuel de a deveni rege al Castiliei s-a risipit odată cu moartea Isabellei. Atunci Manuel s-a căsătorit cu sora mai mică a Isabellei, Maria de Aragon, care l-a născut pe viitorul rege Ioan al III-lea al Portugaliei. Portugalia și Spania s-au unit între 1580 și 1640, după ce Filip al II-lea al Spaniei a pretins tronul Portugaliei ca fiu al Isabellei a Portugaliei, fiica Mariei de Aragon și a lui Manuel I.
1. 1 2 3  Kindred Britain